# Oreocyba
Oreocyba este un gen de păianjeni din familia Linyphiidae.
Cladograma conform Catalogue of Life:
| Oreocyba | \| \| Oreocyba elgonensis \| \| \| \| \| \| Oreocyba propinqua \| \| \| \| |
|          | \| \| Oreocyba elgonensis \| \| \| \| \| \| Oreocyba propinqua \| \| \| \| |
|          | Oreocyba elgonensis                                                        |
|          |                                                                            |
|          | Oreocyba propinqua                                                         |
|          |                                                                            |